# 1798 w polityce

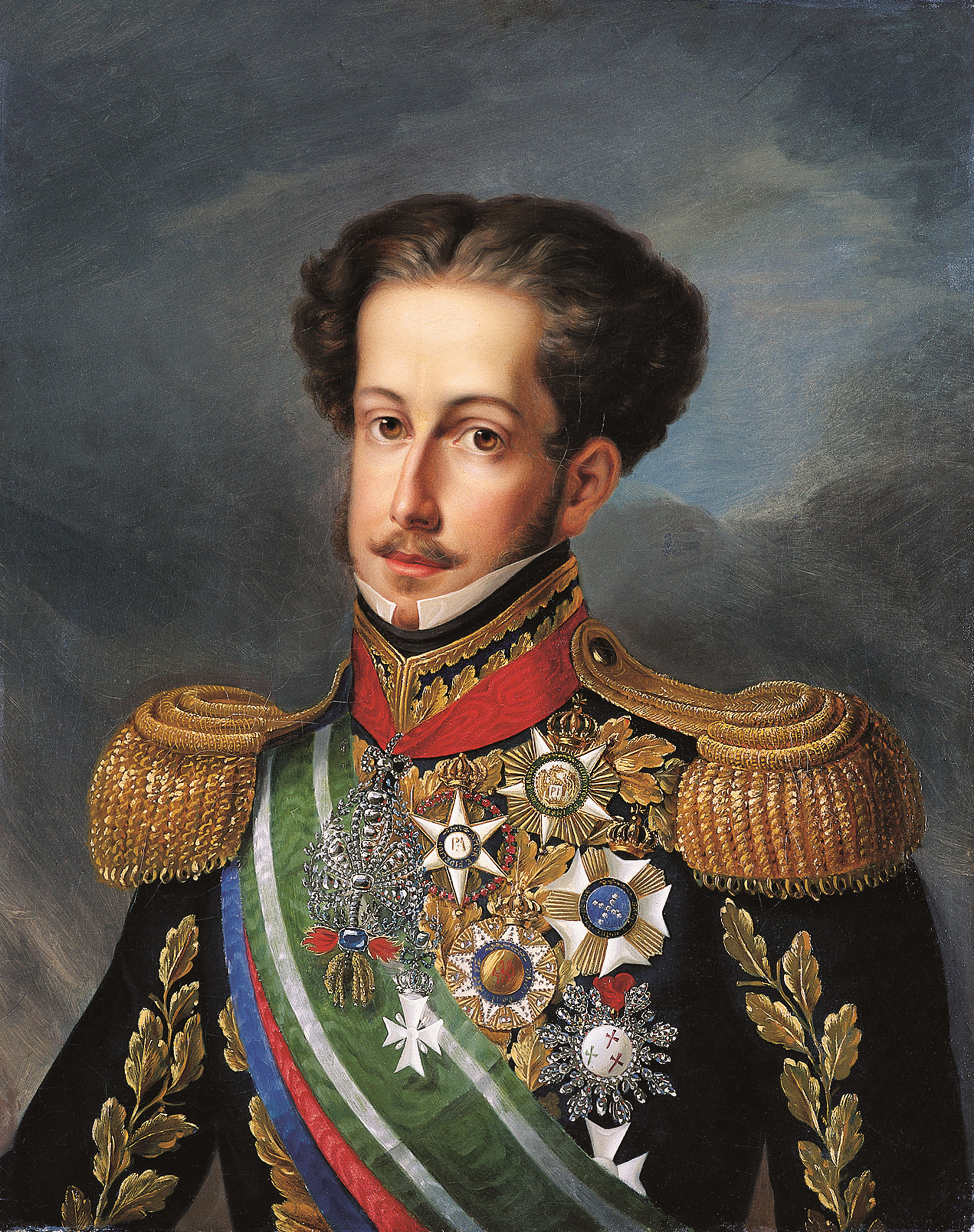
Piotr I, cesarz Brazylii

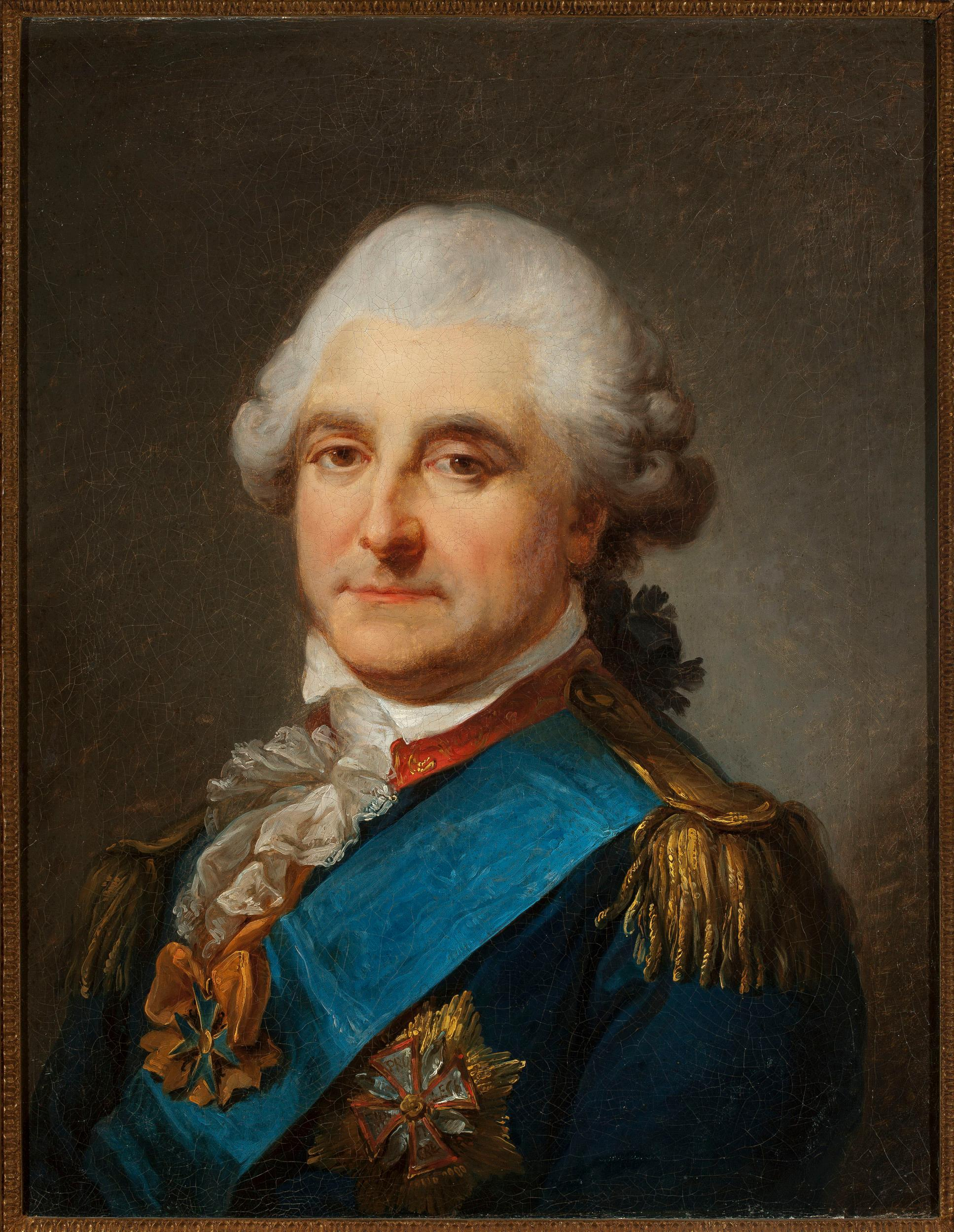
Marcello Bacciarelli, Portret Stanisława Augusta Poniatowskiego

Wydarzenia polityczne w 1798 roku.

## Urodzili się
- 12 października Piotr I, cesarz Brazylii[1].

## Zmarli
- 12 lutego Stanisław August Poniatowski, zdetronizowany król Polski[2].